# Tulostoma

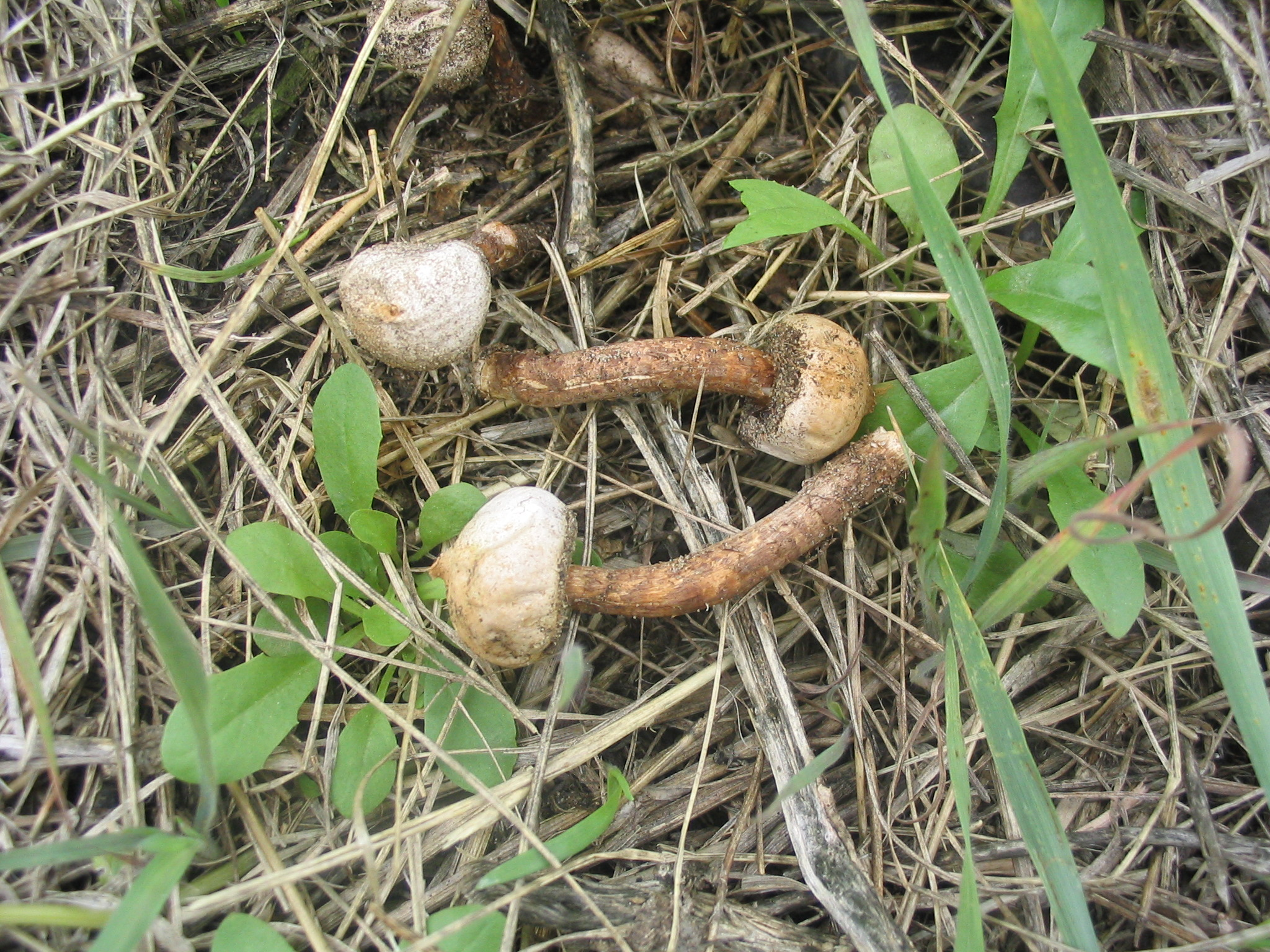
Pałeczka frędzelkowata

Tulostoma Pers. (berłóweczka) – rodzaj grzybów z rodziny pieczarkowatych (Agaricaceae).

## Systematyka i nazewnictwo
Pozycja w klasyfikacji według Index Fungorum: Agaricaceae, Agaricales, Agaricomycetidae, Agaricomycetes, Agaricomycotina, Basidiomycota, Fungi.
Synonim naukowy: Tulasnodea Fr.
Nazwę polską zaproponował Władysław Wojewoda w 2003 r. W polskim piśmiennictwie mykologicznym gatunek ten opisywany był też jako pałeczka lub pyzatka.

## Charakterystyka
Owocniki początkowo kuliste, tworzą się pod ziemią. W miarę wzrostu silnie wydłużający się trzon wynosi kulistawą część owocnika nad powierzchnię. Dojrzałe owocniki zbudowane są z kulistej główki i trzou. Trzon jest dobrze wykształcony, początkowo tkwi w podłożu, potem stopniowo się z niego wysuwa. Jest twardy, o powierzchni włóknistej lub łuskowatej. Perydium jest jedno lub dwuwarstwowe, nietrwałe i szybko odpada. Pozostaje po nim ślad w postaci mniej lub więcej widocznego kołnierzyka u podstawy główki. Gleba jednolita, w stanie dojrzałym pyląca. Znajduje się w niej włośnia. Wysyp zarodników ochrowy. Zarodniki okrągławe, brodawkowate, bez pory rostkowej. Wydostają się z owocnika przez mały otwór szczytowy po dojrzeniu grzyba.
Przedstawiciele tego rodzaju rosną głównie poza lasem, najczęściej na glebach piaszczystych, w miejscach nasłonecznionych. Saprotrofy rosnące na ziemi.

## Niektóre gatunki
- Tulostoma adhaerens Lloyd 1923
- Tulostoma album Massee 1891
- Tulostoma berkeleyi Lloyd 1906
- Tulostoma brumale Pers. 1794 – berłóweczka zimowa
- Tulostoma cerebrisporum J.E. Wright 2000
- Tulostoma fimbriatum Fr. 1829 – pałeczka frędzelkowana
- Tulostoma granulosum Lév. 1842
- Tulotsoma kotlabae Pouzar 1958 – berłóweczka czeska
- Tulostoma kreiselii G. Moreno & E. Horak & Altés 2002
- Tulostoma lacrimisporum L. Fan & B. Liu 2005
- Tulostoma leprosum (Kalchbr.) Sacc. 1888
- Tulostoma lusitanicum Calonge & M.G. Almeida 2000
- Tulostoma macrocephalum Long 1944
- Tulostoma macrosporium G. Cunn. 1925
- Tulostoma melanocyclum Bres. 1904 – berłóweczka rudawa
- Tulostoma niveum Kers 1978
- Tulostoma obesum Cooke & Ellis 1878
- Tulostoma portoricense J.E. Wright 1987
- Tulostoma pulchellum Sacc. 1890
- Tulostoma squamosum Pers. 1801 – berłóweczka łuskowata
- Tulostoma striatum G. Cunn. 1925
- Tulostoma subsquamosum Long & S. Ahmad 1947
- Tulostoma verrucicapillitium L. Fan & B. Liu 2005
- Tulostoma vittadinii Petri 1904

Wykaz gatunków (nazwy naukowe) na podstawie Index Fungorum. Obejmuje on wszystkie gatunki występujące w Polsce i niektóre inne. Uwzględniono tylko gatunki zweryfikowane o potwierdzonym statusie. Nazwy polskie według Władysława Wojewody.